# Raphaël Cerf
Pour les articles homonymes, voir Cerf (homonymie).
Raphaël Cerf est un mathématicien français né le 22 juillet 1969 à Romans-sur-Isère, dans la Drôme, travaillant à l'Université Paris-Sud au laboratoire de modélisation statistique. Il travaille notamment en théorie des probabilités et en théorie de la percolation.

## Carrière
Raphaël Cerf étudie à l'École normale supérieure, où il obtient son doctorat en 1994 sous la direction d'Alain Berlinet, avec une thèse intitulée Une théorie asymptotique des algorithmes génétiques. Il a également travaillé avec Gérard Ben Arous.
Un de ses principaux résultats est d'avoir établi une construction de Wulff pour un modèle de percolation supercritique en trois dimensions (a Wulff construction for the supercritical percolation model in three dimensions). Ce résultat majeur dans le domaine fournit une formulation géométrique correcte du problème. Cerf a pour cela utilisé un mélange d'arguments combinatoires, d'idées géométriques et d'outils probabilistes.

## Prix et distinctions
Pour ses contributions à la théorie des probabilités, il a reçu le prix Rollo Davidson en 1999 et le prix EMS de la Société mathématique européenne en 2000,.
Il est conférencier invité au Congrès international des mathématiciens en 2006 à Madrid, avec une conférence intitulée On Ising droplets.

## Publications
- Raphaël Cerf, « Le modèle d’Ising et la coexistence des phases », sur Images des mathématiques, 15 octobre 2004
- The Wulff Crystal in Ising and Percolation models. Springer, Lecturenotes in Mathematics 1878, École d’été de probabilités de Saint-Flour, no 34, 2004
- On Cramérs Theory in infinite dimensions. Société Mathématique de France, 2007
- Large deviations for three dimensional supercritical percolation. Société Mathématique de France, 2000